# Alisia Boiciuc
Alisia Lorena Boiciuc (n. 20 iulie 2005, Sighetu Marmației, Maramureș, România) este o handbalistă română care joacă pentru clubul CSM Corona Brașov și pentru echipa națională a României. Boiciuc evoluează pe postul de centru, dar a jucat și pe pozițiile de extremă dreapta, intermediar stânga și intermediar dreapta.

## Biografie
În copilărie, Boiciuc a practicat fotbal, volei, baschet și atletism, însă a simțit că handbalul i se potrivește cel mai bine. În 2014 a fost înscrisă la echipa de handbal HC Genius Sighetu Marmației, unde a avut-o ca antrenor pe Cornelia Lucaci. În vara anului 2018, după ce echipa din Sighetu Marmației s-a desființat, a fost transferată de Clubul Sportiv Școlar 2 Baia Mare, iar în toamna aceluiași an a fost înmatriculată la Centrul Național Olimpic de Pregătire a Juniorilor Baia Mare (CNOPJ). În această perioadă i-a avut ca profesori-antrenori pe Simona Maior-Pașca, Claudia Cetățeanu, Sorina Popovici și Mihai Bogdan.
În 2018 a fost convocată la lotul național de junioare, iar în 2021 a participat la campionatul european dedicat acestei categorii de vârstă, unde Boiciuc a înscris 49 de goluri, iar România s-a clasat pe locul 7. În 2023 a participat cu lotul național de tineret la campionatul european din acel an. Boiciuc, care a fost și căpitanul echipei României, a fost a treia marcatoare a turneului, cu 53 de goluri înscrise. Echipa României a obținut medalia de bronz.
Tot în 2023, Alisia Boiciuc a fost selecționată de Florentin Pera la echipa de senioare a României și a debutat într-un meci amical împotriva Spaniei, pe 27 iulie.
În ianuarie 2023, Boiciuc s-a transferat la echipa de club CSM Corona Brașov.

## Palmares
- Campionatul European pentru Tineret:
  -  Medalie de bronz: 2023

- Campionatul Național de Junioare II
  -  Medalie de aur: 2021
  -  Medalie de argint: 2018

## Premii individuale
- Cea mai bună jucătoare a turneului final de junioare II: 2018, 2021[3]
- Cea mai bună marcatoare a turneului final de junioare II: 2021
- Cea mai bună jucătoare a turneului Trofeul Carpați pentru junioare: 2021
- Cea mai bună marcatoare a turneului Trofeul Carpați pentru junioare: 2021[3]
- Cea mai bună marcatoare a României la Campionatul European U17: 2021[6]
- Cea mai bună jucătoare (MVP) în trei partide de la Campionatul European U17: 2021
- Cea mai bună marcatoare a României la Campionatul European U19: 2023[7]

## Viața privată
Handbalistele preferate ale Alisiei Boiciuc sunt Cristina Neagu și Jovana Kovačević, iar echipa sa favorită este Győri Audi ETO KC. La școală, pe lângă sport, handbalista a studiat cu plăcere literatura română, istoria, limba franceză și matematica. Alisiei îi place să citească și preferă poveștile de dragoste, romanele de acțiune sau cele SF. De asemenea, îi place să gătească, în special dulciuri, și să se plimbe în natură.